# Luísa Maria Adelaide de Bourbon
Luísa Maria Adelaide de Bourbon (em francês:  Louise-Marie-Adélaïde de Bourbon; Paris, 13 de março de 1753 — Ivry-sur-Seine, 23 de junho de 1821) foi duquesa de Orleães por seu casamento com Luís Filipe II, Duque de Orleães, também chamado de "Filipe Igualdade" (Philippe Égalité), que foi guilhotinado durante o Período do Terror na Revolução Francesa. Era a mãe de Luís Filipe I de França, o primeiro rei francês da Casa de Orleães.

## Início de vida

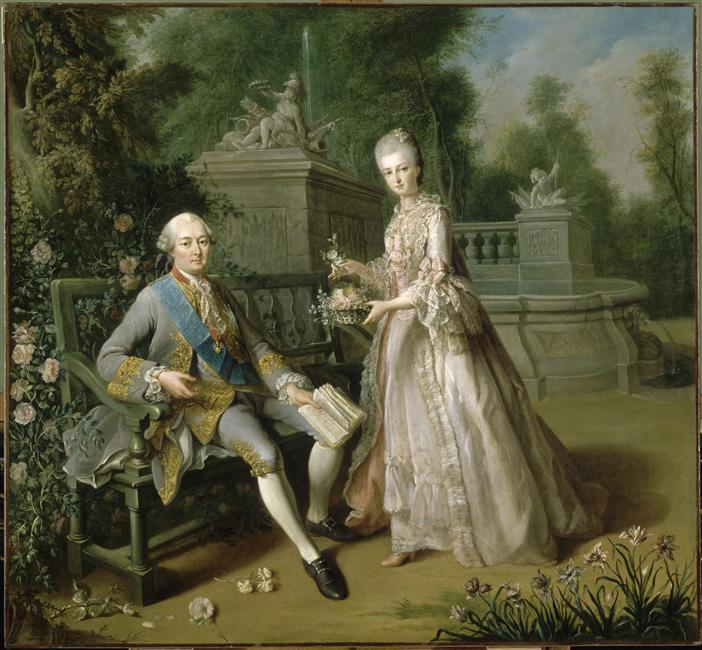
Luís João Maria de Bourbon, duque de Penthièvre, e sua filha Luísa Adelaide.
Jean-Baptiste Charpentier, o Velho, 1768

Maria Adelaide nasceu em 13 de março de 1753 no Hotel de Toulouse, a residência da família em Paris desde 1712, quando seu avô, Luís Alexandre de Bourbon, conde de Toulouse, o comprou de Louis Phélypeaux de La Vrillière. Ela era a filha mais nova de Luís João Maria de Bourbon, duque de Penthièvre e de sua esposa, a princesa Maria Teresa d'Este, que morreu quando Maria Adelaide tinha apenas um ano em decorrência de complicações no parto. Foi denominada Mademoiselle d'Ivoy inicialmente e, quando jovem, até seu casamento, Mademoiselle de Penthièvre (derivado do ducado herdado por seu pai). O estilo de Mademoiselle de Penthièvre havia sido usado anteriormente por sua irmã Maria Luísa de Bourbon (1751–1753), que morreu seis meses após o nascimento de Maria Adelaide.
Ao nascer, ela foi colocada aos cuidados de Madame de Sourcy e, como era costume para muitas meninas da nobreza, ela foi criada mais tarde no convento Abadia de Montmartre, nas proximidades de Paris, onde passou doze anos. Quando criança, ela foi encorajada a participar ativamente das instituições de caridade pelas quais seu pai se tornou conhecido como "Príncipe dos Pobres". Sua reputação de beneficência o tornou popular em toda a França e, posteriormente, o salvou durante a Revolução.

## Casamento

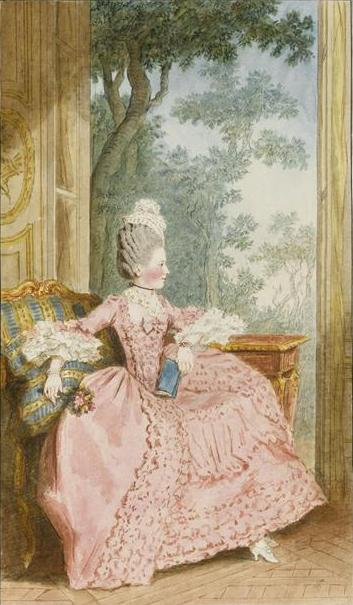
Luísa Maria Adelaide

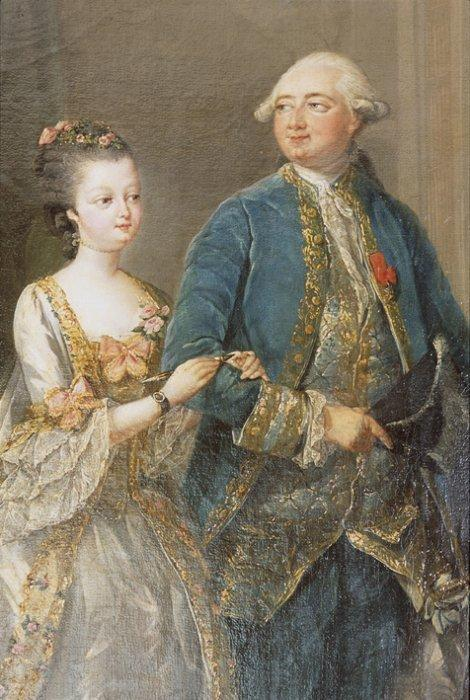
Retrato de Luísa Maria Adelaide e seu marido.

Após a morte de seu irmão e único irmão, o príncipe de Lamballe, em 8 de maio de 1768, Maria Adelaide se tornou a herdeira da maior fortuna da França.
Seu casamento com Luís Filipe José de Orleães, duque de Chartres, filho e herdeiro do duque de Orleães, havia sido sugerido anteriormente mas, enquanto o duque de Penthièvre viu nessa união a oportunidade para sua filha se casar com o primeiro príncipe de sangue, os Orleães não queriam outra união com um ramo ilegítimo da família real. No entanto, quando a morte do príncipe de Lamballe deixou sua irmã como única herdeira da fortuna da família, a origem obscura de Maria Adelaide foi "esquecida". Embora Maria Adelaide estivesse muito apaixonada por seu primo de Orleães, Luís XV alertou Penthièvre contra tal casamento por causa da reputação do jovem duque de Chartres como um libertino: "Você está errado, meu primo [...] o duque de Chartres tem mau gênio, maus hábitos: ele é um libertino, sua filha não será feliz. Não tenha pressa, espere!" Luís XV também temia a poderosa alavancagem dada ao ramo de Orleães caso herdasse a fortuna de Penthièvre.
Mademoiselle de Penthièvre foi apresentada oficialmente ao rei em 7 de dezembro de 1768, em uma cerimônia chamada de nubilité, por sua tia materna, Maria Fortunata d'Este, condessa de la Marche. Ela foi saudada por Luís XV, o delfim e outros membros da família real. Naquele dia, ela foi confirmada por Charles Antoine de La Roche-Aymon, Grande Esmoler da França, e recebeu os nomes de "Luísa Maria Adelaide".
Seu casamento com o duque de Chartres ocorreu no Palácio de Versalhes em 5 de abril de 1769, em uma cerimônia à qual todos os príncipes de sangue compareceram. O contrato de casamento foi assinado por todos os membros da família real. Depois, Luís XV ofereceu uma ceia de casamento que incluiu toda a família real. Mademoiselle de Penthièvre trouxe para a já rica casa de Orleães um dote de seis milhões de libras, uma renda anual de 240.000 libras (posteriormente aumentada para 400.000) e a expectativa de muito mais após a morte de seu pai.
O duque e a duquesa de tiveram seis filhos:
1. Filha natimorta (10 de outubro de 1771);
2. Luís Filipe (6 de outubro de 1773 – 26 de agosto de 1850), rei dos Franceses no período compreendido entre a revolução de julho de 1830 e as revoluções que abalaram a Europa em 1848;
3. Antônio Filipe (3 de julho de 1775 – 18 de maio de 1807), duque de Montpensier, morreu no exílio em Salthill, na Inglaterra;
4. Adelaide (23 de agosto de 1777 – 31 de dezembro de 1847), conhecida como Mademoiselle de Chartres (1777), Mademoiselle de Orleães (1782), depois Mademoiselle (1783-1812) e Madame Adelaide (1830);
5. Francisca (23 de agosto de 1777 – 6 de fevereiro de 1782), irmã gêmea de Adelaide, conhecida como Mademoiselle de Orleães; morreu na infância;
6. Luís Carlos (7 de outubro de 1779 – 30 de maio de 1808), conde de Beaujolais, morreu no exílio em Malta.

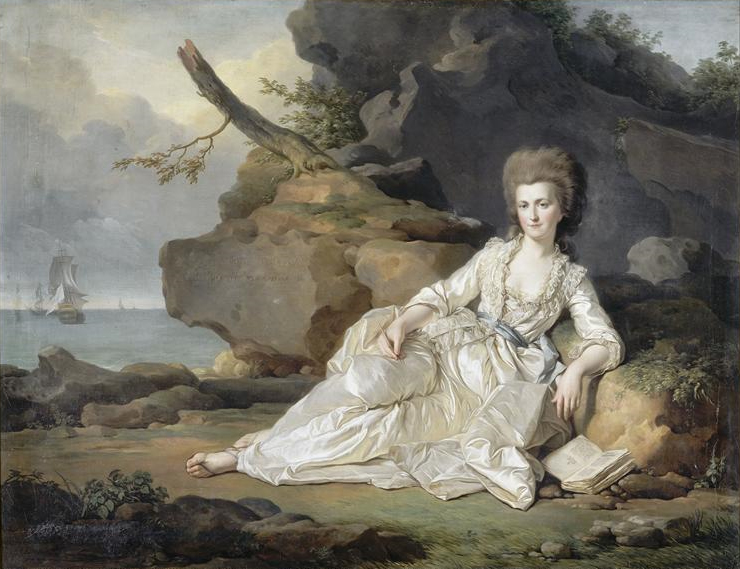
Alegoria da duquesa de Chartres com o navio Saint-Esprit (ao fundo) que transporta seu marido para a Batalha de Ouessant, por Joseph Duplessis, c. 1777-1778.

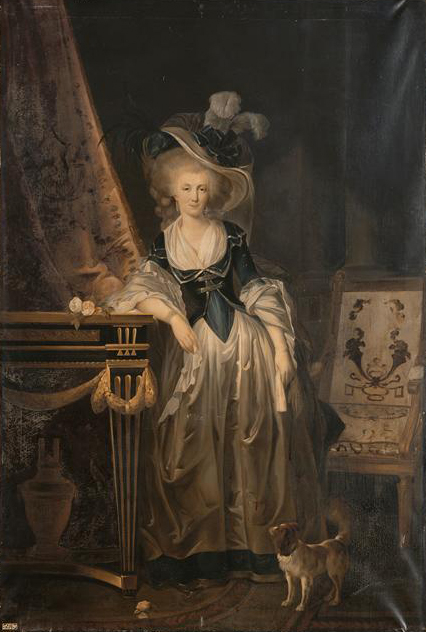
Luísa Maria Adelaide

Durante os primeiros meses de casamento, o casal parecia dedicado um ao outro, mas o duque voltou à vida de libertinagem que levava antes do casamento.
No verão de 1772, alguns meses depois que sua esposa deu à luz uma filha natimorta, iniciou-se uma ligação secreta do marido com uma de suas damas de companhia, Stéphanie Félicité Ducrest de St-Albin, condessa de Genlis, sobrinha de Madame de Montesson, a esposa morganática do pai de Luís Filipe. De uma relação arrebatadora no início, o caso esfriou em poucos meses e, na primavera de 1773, foi dado como encerrado. Depois que o caso romântico acabou, Félicité permaneceu a serviço de Maria Adelaide no Palácio Real e tornou-se uma amiga de confiança do casal. Ambos apreciavam sua inteligência e, em julho de 1779, ela se tornou governanta das filhas gêmeas do casal, nascidas em 1777.
Em 1782, o filho primogênito do casal de nove anos precisava de educação. No entanto, o duque de Chartres não conseguia pensar em alguém mais qualificado para "entregar seus filhos" do que Mademoiselle de Genlis. Assim, ela se tornou a "governanta" dos filhos do duque e da duquesa de Chartres. Professora e alunos deixaram o Palácio Real e foram morar em uma casa construída especialmente para eles no terreno do Couvent des Dames de Bellechasse em Paris. Mademoiselle de Genlis era uma excelente professora, mas, como as de seu antigo amante, o duque de Chartres, suas visões políticas liberais a tornaram impopular com a rainha Maria Antonieta. Na disseminação de suas ideias, de Genlis conseguiu alienar seus pupilos de sua mãe.[carece de fontes?]
Maria Adelaide começou a se opor à educação dada a seus filhos por sua antiga dama de companhia. O relacionamento entre as duas mulheres se tornou insuportável quando Luís Filipe, em 2 de novembro de 1790, um mês após seu décimo sétimo aniversário, se juntou ao revolucionário Clube Jacobino. O relacionamento de Maria Adelaide com seu marido também estava no seu pior momento neste momento, e a única maneira de os dois se comunicarem era por meio de cartas. Nas memórias da Baronesa d'Oberkirch, Maria Adelaide é descrita como: "sempre com uma expressão melancólica que nada podia curar. Às vezes sorria, nunca ria".
Após a morte de seu sogro em novembro de 1785, seu marido se tornou o novo duque de Orleães, e primeiro príncipe de sangue, assumindo a posição somente após a família imediata do rei. Como esposa de um príncipe de sangue, ela tinha o direito de ser tratada como "Vossa Alteza Sereníssima ", um estilo ao qual seu próprio ramo ilegítimo dos Bourbons não tinha direito.

## Revolução

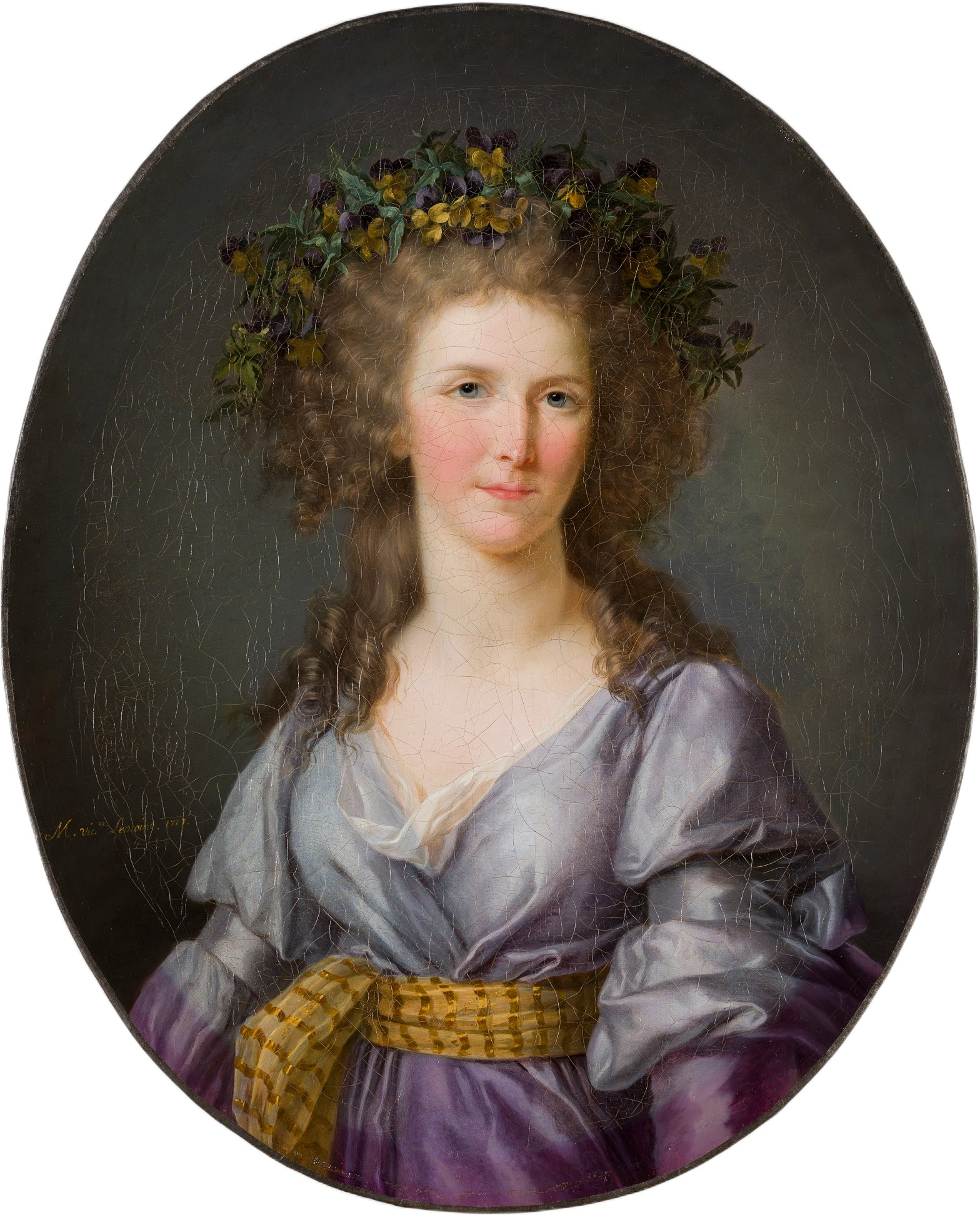
Retrato de Maria Adelaide em 1787, por Marie-Victoire Lemoine.

Em 5 de abril de 1791, Maria Adelaide deixou o marido,  e foi viver com o pai no Castelo de Bizy nas proximidades de Vernon, na Normandia. Em setembro de 1792, tendo se aliado à Revolução, o duque de Orleães foi eleito para a Convenção Nacional sob o nome de "Fiipe Igualdade" (Philippe Égalité) . Ao se aliar ao grupo radical chamado La Montagne, ele foi desde o início suspeito aos olhos dos girondinos, que queriam que todos os Bourbons fossem banidos da França. O destino da família Orleães foi selado quando o filho mais velho de Maria Adelaide, o duque de Chartres, "General Igualdade" (Général Égalité) na altura servindo no Exército do Norte comandado por Charles François Dumouriez, pediu asilo político aos austríacos em março de 1793. Em 6 de abril, todos os membros da família Orleães que ainda permaneciam na França foram presos. Após sua prisão em Paris, "Fiipe Igualdade" e seu filho, o conde de Beaujolais, foram presos na Prisão da Abadia em Paris.
Mais tarde, os dois foram transferidos para a Prisão de Fort Saint-Jean em Marselha, onde logo se juntaram ao duque de Montpensier que havia sido preso enquanto servia como oficial no Exército dos Alpes. No dia anterior à prisão de seu pai e irmãos na França, o duque de Chartres partiu a Tournai, perto da fronteira francesa, onde sua irmã Adelaide e Mademoiselle de Genlis viviam desde que "Filipe Igualdade" as fez emigrar em novembro de 1792. O duque de Chartres as acompanhou até a segurança na Suíça. Nesse ínterim, devido à sua saúde precária, Maria Adelaide foi autorizada a ficar na França, sob guarda, no Castelo de Bizy, onde seu pai havia morrido um mês antes. Sua herança, no entanto, foi confiscada pelo governo revolucionário. Apesar de ter votado pela morte do seu primo Luís XVI de França, e de ter denunciado a deserção do seu filho, "Filipe Igualdade" foi guilhotinado em 6 de novembro de 1793.

## Viúva Igualdade

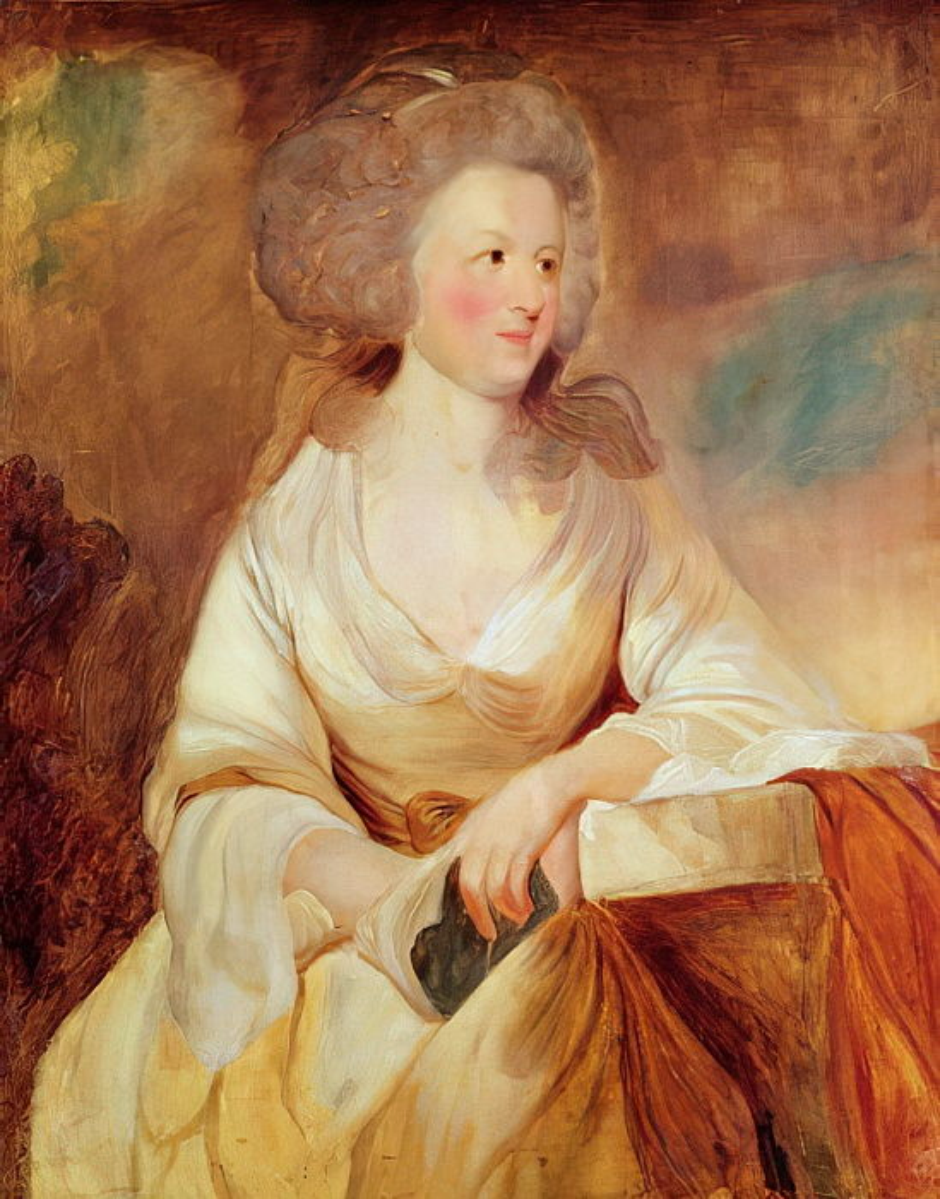
Retrato de Luísa Maria Adelaide, por Joshua Reynolds.

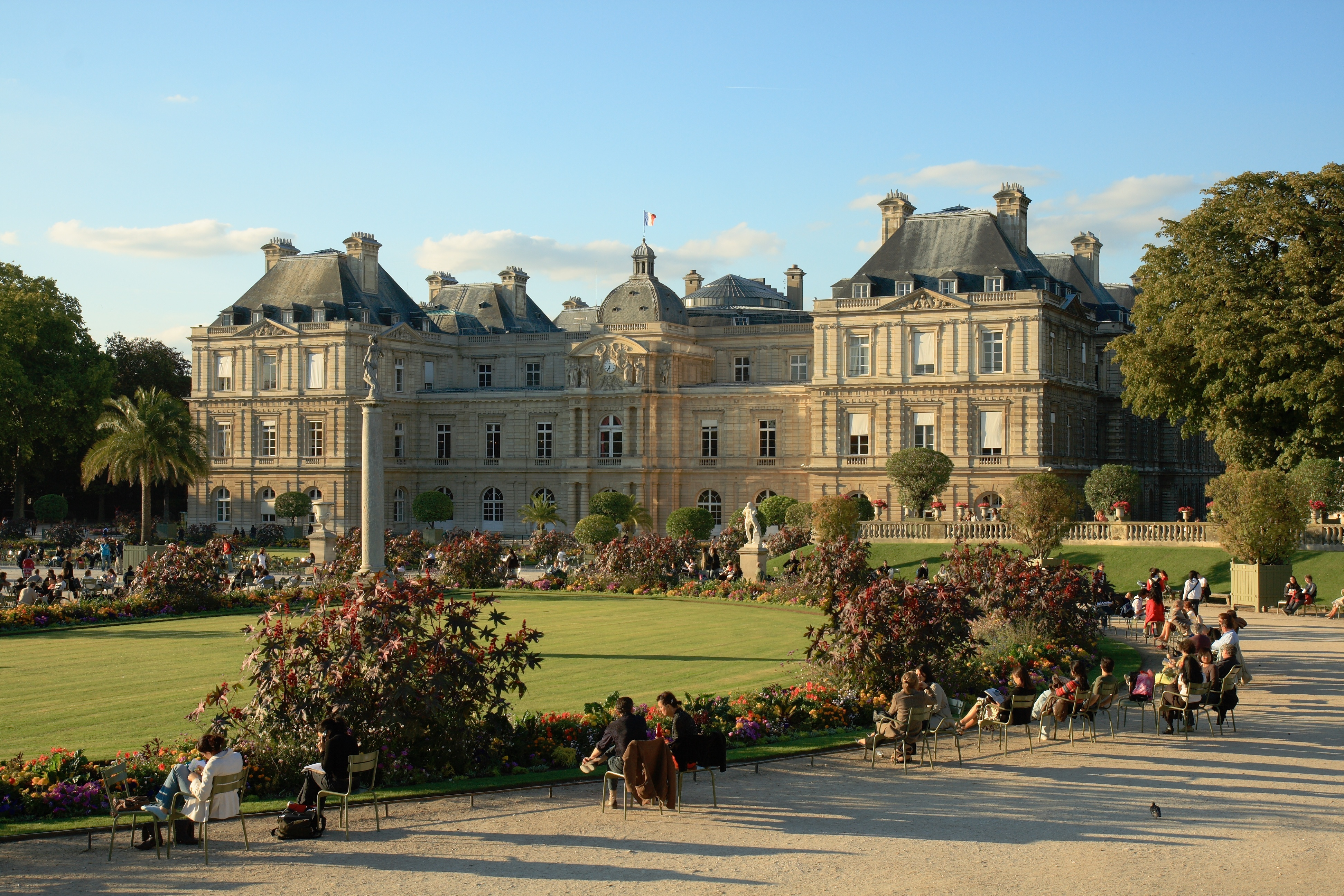
O Palácio do Luxemburgo.

Após a execução de seu marido, Maria Adelaide, agora conhecida como a "Viúva Igualdade" (Veuve Égalité), foi encarcerada no Palácio do Luxemburgo, que havia sido transformado em uma prisão durante a revolução. Lá ela conheceu o homem que se tornaria o "amor de sua vida", um ex-membro da Convenção Nacional chamado Jacques-Marie Rouzet, que havia sido preso na queda dos girondinos. Quase executada antes da queda de Robespierre, em julho de 1794, no final do Reino do Terror, Maria Adelaide foi transferida para a Pension Belhomme, uma antigo manicômio transformado em uma "prisão para os ricos" durante a revolução.
Depois que Rouzet, que após sua libertação se tornou membro do Conselho dos Quinhentos, conseguiu, em 1796, garantir sua libertação e a de seus dois filhos ainda presos em Marselha, os dois sempre permaneceram juntos e viveram em Paris até 1797, quando um decreto baniu os membros restantes da casa de Bourbon da França. Maria Adelaide foi exilada para a Espanha, assim como sua cunhada Batilda de Orleães, a última princesa de Condé. Rouzet as acompanhou até a fronteira espanhola e conseguiu se juntar a elas secretamente em Barcelona, onde se tornou seu chanceler, e ela obteve para ele o título de "Conde de Folmont".
Maria Adelaide nunca mais veria seus dois filhos mais novos, Montpensier e Beaujolais, que morreram no exílio antes da Restauração Bourbon de 1814. Ela, Rouzet e os Orleães exilados na Espanha retornaram à França em 1814. Após batalhas legais que duraram até sua morte, a maior parte de sua herança foi finalmente recuperada. Ela morreu em seu castelo em Ivry-sur-Seine em 23 de junho de 1821, após lutar contra um câncer de mama. Rouzet havia morrido nove meses antes, em 25 de outubro de 1820, e ela o mandou sepultar na nova capela da família que ela havia construído em Dreux em 1816, como o local de descanso final para as duas famílias, Bourbon-Penthièvre e Orleães.
A cripta original da família Bourbon-Penthièvre na Collégiale de Saint-Étienne de Dreux foi violada durante a revolução e os corpos jogados juntos em um túmulo no Cemitério Chanoines da Collégiale. Ela foi enterrada na nova capela que, após a ascensão ao trono de seu filho Luís Filipe, foi ampliada, embelezada e renomeada "Capela Real de Dreux", tornando-se a necrópole da agora família real de Orleães. Maria Adelaide não viveu para ver seu filho Luís Filipe se tornar rei dos franceses em 1830.